# Alma Market

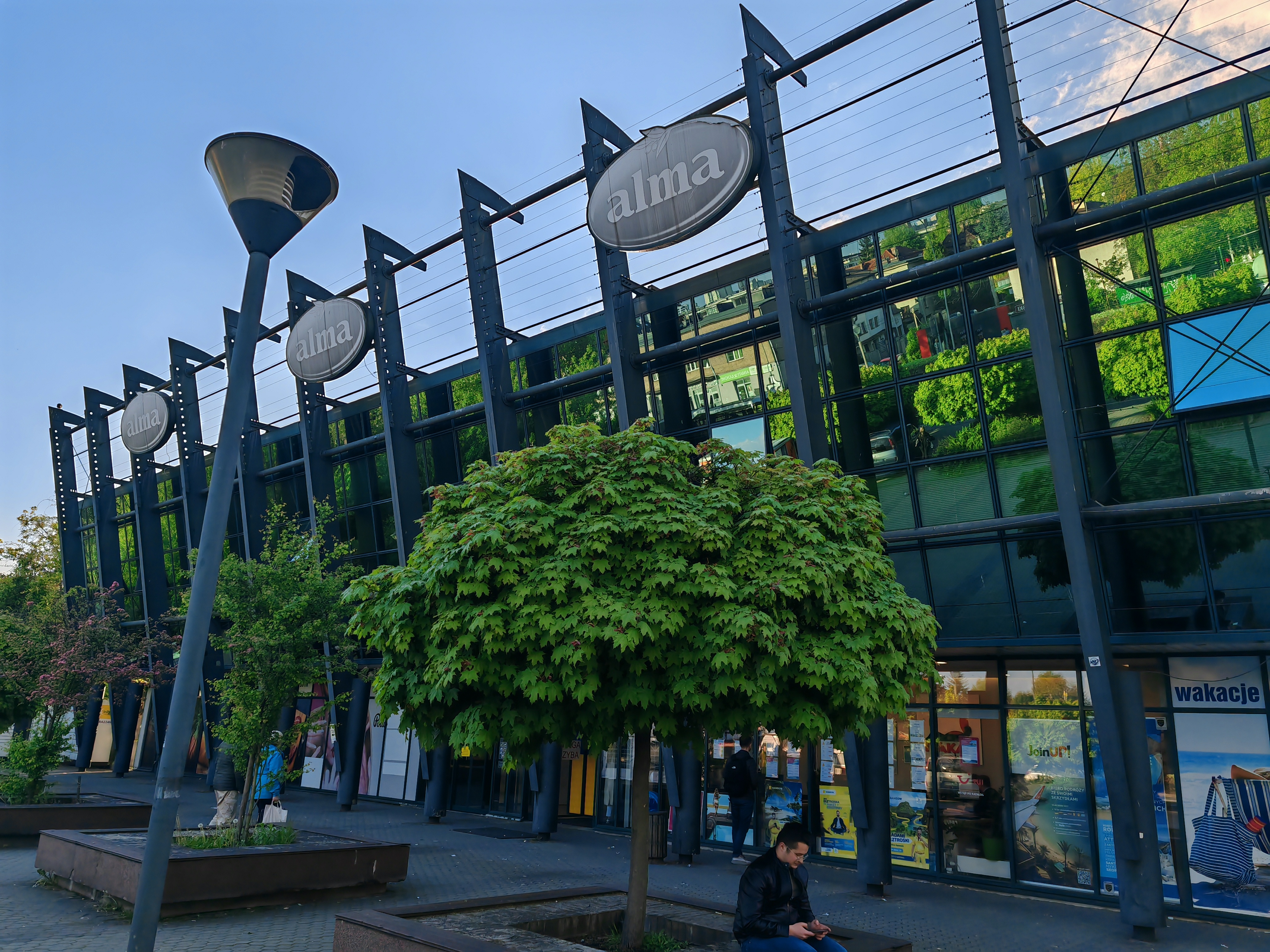
Ostatni czynny sklep Alma znajdował się w Krakowie przy ulicy Pilotów; został zamknięty 27 kwietnia 2024

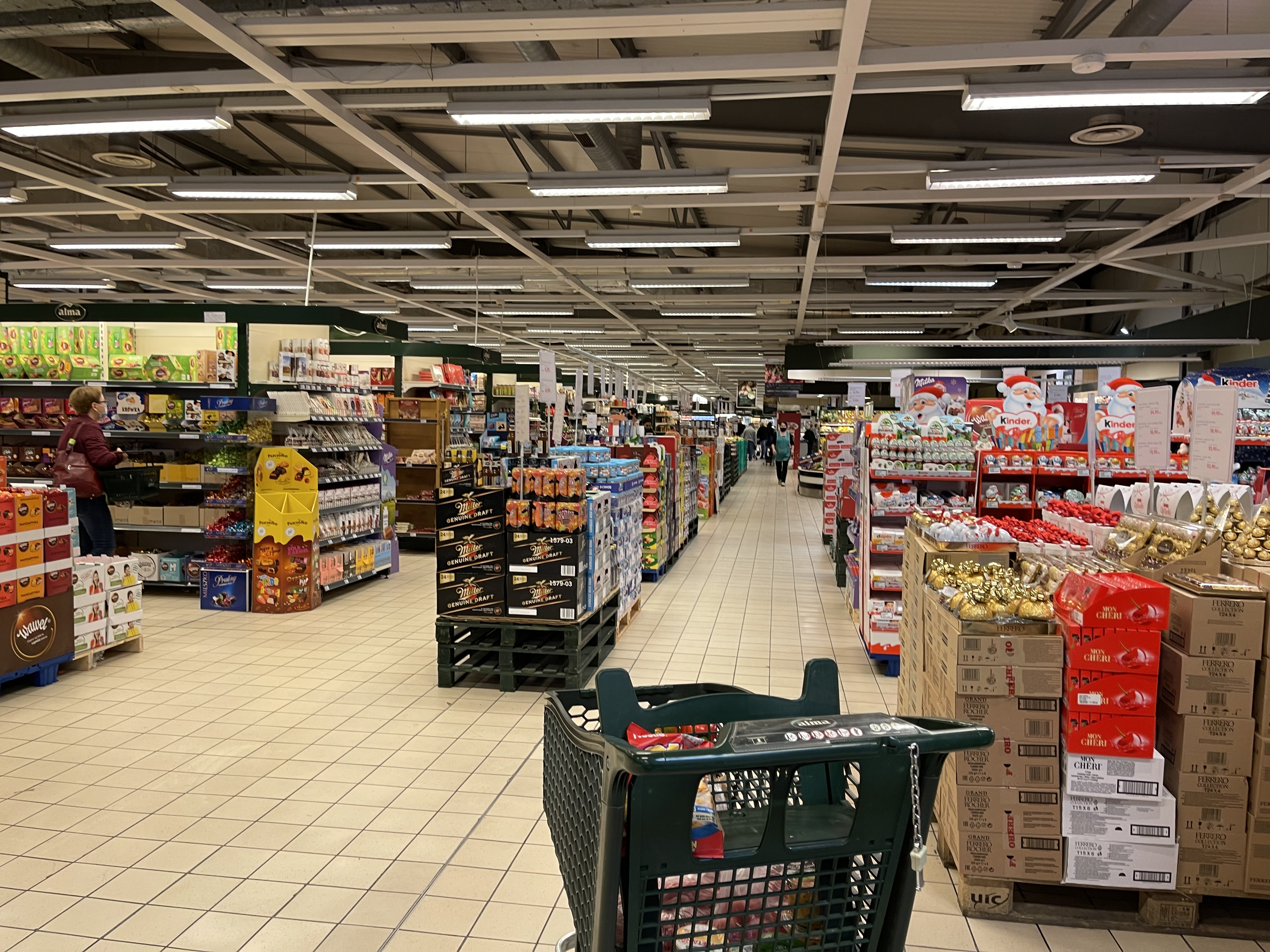
Wnętrze sklepu Alma w Krakowie przy ulicy Pilotów

Alma Market (pełna nazwa Alma Market Spółka Akcyjna, do 2004 jako KrakChemia) – polskie przedsiębiorstwo handlu detalicznego, w latach 1994–2018 notowane na Giełdzie Papierów Wartościowych w Warszawie. Właściciel ogólnopolskiej sieci delikatesów oraz pierwszego krakowskiego hipermarketu, otwartego w 1995 r. Do października 2016 prowadziła też sprzedaż poprzez sklep internetowy Alma24, który ze względów finansowych firmy zakończył działalność. Nazwa przedsiębiorstwa pochodzi od słowa „alma”, co po łacinie znaczy „karmicielka”.
W skład grupy kapitałowej Almy Market wchodzą następujące spółki zależne: KrakChemia S.A. (50% udziałów), zajmująca się handlem produktami chemicznymi, Alma Development sp. z o.o. (100% udziałów), działająca na rynku nieruchomości oraz Krakowski Kredens sp. z o.o. (100% udziałów), zajmująca się produkcją artykułów spożywczych. Podczas walnego zgromadzenia akcjonariuszy w listopadzie 2016 Jerzy Mazgaj, dotychczasowy prezes Alma Market objął stanowisko w Radzie Nadzorczej spółki, a na miejsce Mazgaja powołano Rafała Dyląga. 21 listopada 2017 sąd ogłosił upadłość spółki.

## Historia
Spółka do roku 2004 występowała pod nazwą KrakChemia S.A. Jej korzenie sięgają roku 1945, kiedy w Krakowie powstała Rejonowa Składnica Przemysłu Chemicznego, w 1955 przekształcona w Wojewódzką Hurtownię Przemysłu Chemicznego, z której później powstało Przedsiębiorstwo Handlu Chemikaliami „Chemia”, przekształcone w 1990 r. w jednoosobową spółkę Skarbu Państwa.

### Prywatyzacja
2 stycznia 1991 r. spółka została zarejestrowana jako Firma Handlowa „KrakChemia SA” i sprywatyzowana, a 28 lipca 1994 zadebiutowała w ofercie publicznej na Giełdzie Papierów Wartościowych w Warszawie.
KrakChemia została sprywatyzowana w listopadzie 1991 decyzją ówczesnego ministra przekształceń własnościowych, Janusza Lewandowskiego. W związku z tą prywatyzacją prokuratura w 1997 oskarżyła go o działanie na szkodę interesu publicznego, przekroczenie uprawnień i niedopełnienie obowiązków. Zarzuty dotyczyły m.in. wyboru mniej korzystnej oferty i poświadczenia nieprawdy w dokumencie, a rzekome szkody oszacowano na prawie 2,4 mln zł. W procesie oskarżeni zostali także dwaj krakowscy biznesmeni, w tym współwłaściciel Krakchemii, Henryk Kuśnierz, oraz urzędnik ministerstwa. Postępowanie wobec Lewandowskiego zostało umorzone w 2000 r. ze względu na chroniący go immunitet poselski. Proces został wszczęty ponownie w 2003 r. W 2005 sąd uniewinnił wszystkich oskarżonych. Prokuratura odwołała się od wyroku. W 2006 w sprawie Lewandowskiego sąd okręgowy utrzymał wyrok uniewinniający od zarzutu poświadczenia nieprawdy oraz – z powodu przedawnienia – w sprawie przekroczenia uprawnień. Zakwestionował jednak uniewinnienie od zarzutu nieprawidłowości przy prywatyzacji. Wyroki uniewinniające pozostałych oskarżonych zostały utrzymane w mocy.

## Działalność
W maju 2004 spółka zmieniła nazwę na Alma Market S.A. W tym samym roku zmieniono formę prawną założonej w roku 2000 spółki zależnej KrakChemia-Hurt ze spółki z ograniczoną odpowiedzialnością na spółkę akcyjną; w listopadzie 2004 przejęła ona poprzednią nazwę swojego podmiotu dominującego. Alma Market S.A. skoncentrowała się na handlu detalicznym artykułami spożywczymi, działalność w branży chemicznej pozostawiając KrakChemii S.A.

### Inwestycje
W grudniu 2006 sieć handlowa Alma liczyła 5 sklepów, które były zlokalizowane głównie na południu Polski. W okresie 3 lat – od grudnia 2006 do końca 2009 – zarządzający przedsiębiorstwem doprowadzili do otwarcia kolejnych 23 sklepów. W maju 2016 było ich 49.
Uruchomiono sklep internetowy Alma24.pl, wprowadzono markę własną Krakowski Kredens i program lojalnościowy Klub Konesera.

### Bankructwo
Pomiędzy lipcem a wrześniem 2016 roku w mediach pojawiło się wiele informacji o kłopotach Almy. Według dziennikarzy Piotra Mączyńskiego i Leszka Kostrzewskiego Alma przegrała walkę na rynku przez sieci dotychczas uchodzące za dyskonty, zwłaszcza Biedronkę i Lidla, które zaczęły kilka lat wcześniej wprowadzać do swojej oferty towary luksusowe, a jej problemy pogłębił podatek handlowy. Autorzy wskazali także podobieństwo dużych przecen towarów w Almie w styczniu 2015 roku z przecenami ze stycznia 2011 w delikatesach Bomi, które upadły w latach 2012–2013, jako ważny symptom problemów sieci.
Alma Market w czwartek 15 września 2016 roku złożyła do krakowskiego sądu wniosek o otwarcie postępowania sanacyjnego. 19 września, po wydaniu oficjalnego oświadczenia o postępowaniu i skorygowaniu tegorocznych prognoz przychodów z 900 mln do zaledwie 660 mln złotych (spadek o ok. 26%), kurs akcji spółki spadł pomiędzy otwarciem giełdy a godz. 14:00 o 12,5%.
W październiku 2016 poinformowano, że program lojalnościowy Almy Klub Konesera zostanie zakończony z dniem 2 grudnia 2016 roku. 27 października 2016 sklep internetowy Alma24.pl został zamknięty. Od września 2016 sklepy fizyczne także są stopniowo zamykane. Na początku grudnia 2016 sieć liczyła już tylko 10 placówek.
15 listopada z fotelu prezesa został odwołany Jerzy Mazgaj, który pozostał w spółce jako szef rady nadzorczej.
13 lutego 2017 roku Alma zgłosiła wniosek o upadłość likwidacyjną.
28 marca spółka opublikowała raport za rok 2016 ze stratą wynosząca 234 mln zł, która to strata jest większa niż suma zysków z całej historii funkcjonowania spółki. Przychód w tamtym roku wyniósł ponad miliard złotych. 7 kwietnia PKO BP i Benus złożyli uproszczone wnioski o ogłoszenie upadłości Alma Market.
21 listopada 2017 roku Sąd Rejonowy dla Krakowa-Śródmieścia w Krakowie, VIII Wydział Gospodarczy do spraw upadłościowych i restrukturyzacyjnych wydał postanowienie o ogłoszeniu upadłości Alma Market Spółki Akcyjnej oraz zatwierdzeniu warunków sprzedaży zorganizowanej części przedsiębiorstwa określając cenę sprzedaży na kwotę 94.000.000,00 zł netto dla Immomok Sp. z o.o. w Warszawie (podmiot, który prowadzi market E. Leclerc na warszawskim Ursynowie)
W 2018 Alma posiadała trzy sklepy: w Krakowie, podkrakowskiej Modlniczce i Sopocie. 27 kwietnia 2024 roku został zamknięty ostatni sklep sieci przy ulicy Pilotów 6 w Krakowie.

## Marka własna
Oprócz wiodących producentów artykułów spożywczych, Alma Market oferowała również marki własne:
- Food&Joy[23]
- Krakowski Kredens

## Akcjonariat
Najwięksi akcjonariusze Almy Market to: prezes zarządu Jerzy Mazgaj, wraz z podmiotami zależnymi posiadający 34,85% udziałów i 55,58% głosów na WZA, OFE PZU „Złota Jesień” (16,73% akcji i 10,76% głosów) oraz BZ WBK AIB Asset Management S.A. (7,93% akcji i 5,09% głosów).